# Rick Swenson
Rick Swenson (ur. 10 grudnia 1950 w Willmar) – jeden z najlepszych maszerów, zwany Królem Iditarod.
Jako jedyny człowiek wygrał ten wyścig 5 razy – w 1977, 1979, 1981, 1982 i 1992 roku. Pierwszy raz wystartował w wyścigu Iditarod w 1976 roku, ukończył 26 wyścigów, w 23 wyścigach plasował się w pierwszej dziesiątce.